# Artëm Ermakov
Artëm Sergeevič Ermakov (in russo Артём Сергеевич Ермаков?; Nižnevartovsk, 16 marzo 1982) è un pallavolista russo.
Gioca nel ruolo di libero nel Volejbol'nyj klub Dinamo Moskva.

## Carriera
La carriera di Artëm Ermakov inizia nella squadra della sua città, il Volejbol'nyj klub Samotlor; dopo alcuni anni nelle giovanili del club di Nižnevartovsk viene selezionato dal Volejbol'nyj klub Dinamo Moskva, raggiungendo anche la nazionale: prende parte ai tornei di qualificazione ai Giochi Olimpici di Atene e all'European League 2004, conquistando la medaglia d'argento.
Dopo due secondi posti in campionato con la squadra di Mosca si trasferisce al Volejbol'nyj klub Fakel e poi al Volejbol'nyj klub Ural, prima di essere tesserato dal Volejbol'nyj klub Zenit-Kazan'; con la società di Kazan' ottiene tre importanti trofei: la Champions League 2007-08, la Superliga 2008-09, la Coppa di Russia 2009. A questa esperienza fanno seguito un'annata al Volejbol'nyj klub Iskra Odincovo e un breve ritorno al Volejbol'nyj klub Ural.
Nel 2011-12 passa al Volejbol'nyj klub Belogor'e, dove conquista per la seconda volta entrambi i trofei nazionali, il campionato 2012-13 e la Coppa di Russia 2013, prima di tornare alla Volejbol'nyj klub Dinamo Moskva nella stagione 2013-14, club col quale si aggiudica la Coppa CEV 2014-15; dopo diversi anni viene inoltre convocato in nazionale, vincendo la medaglia d'oro in tutte le competizioni disputate dalla Russia nel 2013: il campionato europeo, la World League e la Grand Champions Cup. Prende parte anche al campionato mondiale 2014.

## Palmarès
- Campionato russo: 2

2008-09, 2012-13
- Coppa di Russia: 2

2009, 2013
- CEV Champions League: 1

2007-08
- Coppa CEV: 1

2014-15

### Nazionale (competizioni minori)
- European League 2004
- Memorial Hubert Wagner 2017